# Kesovogorsky (huyện)
Huyện Kesovogorsky (tiếng Nga: ? райо́н) là một huyện hành chính tự quản (raion), của Tỉnh Tver, Nga. Huyện có diện tích 978 km², dân số thời điểm ngày 1 tháng 1 năm 2000 là 9500 người. Trung tâm của huyện đóng ở Kesova Gora.